# Estatut polític del Sàhara Occidental
L'estatut polític del Sàhara Occidental i la qüestió de la seva sobirania són objectes de controvèrsia. És un dels disset integrants de la llista de les Nacions Unides de territoris no autònoms sota supervisió de la seva Comitè Especial de Descolonització, i encara que per l'ONU la potencia administradora és Espanya, en retirar-se del territori en 1976 aquest país va renunciar a tota responsabilitat internacional sobre el Sahara Occidental. La seva sobirania és reclamada pel Regne del Marroc i la República Àrab Sahrauí Democràtica, que es disputen el control de la totalitat del territori.

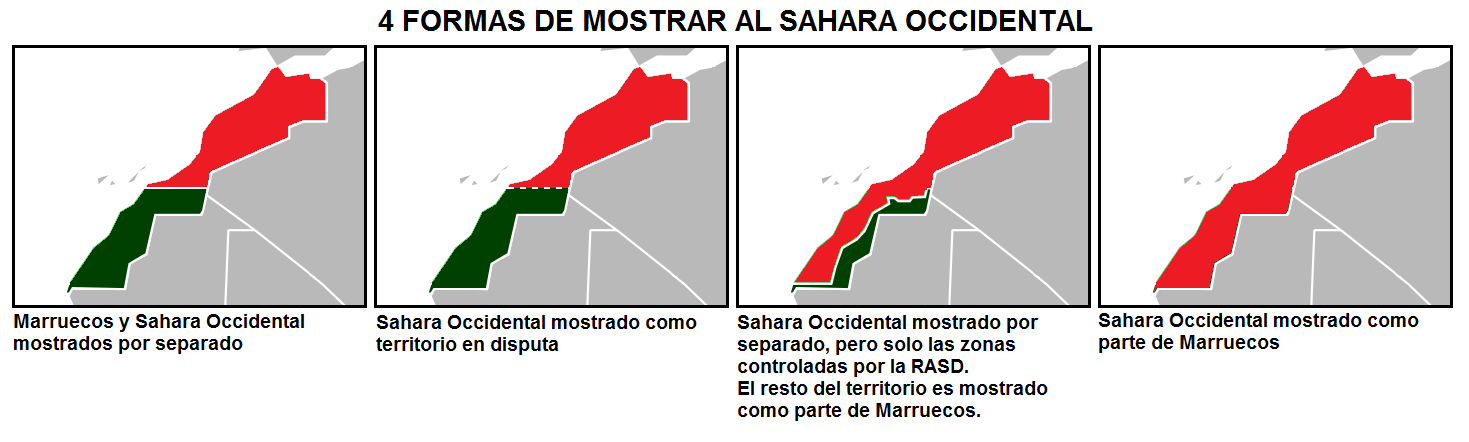
Maneres de mostrar al Sàhara Occidental en mapes

## Història

### Antecedents
La Cort Internacional de Justícia, a través de l'opinió consultiva del 16 d'octubre de 1975, va establir per unanimitat que el Sahara Occidental al moment de la seva colonització per Espanya no era un territori sense amo (terra nullius) i que ni el Marroc ni Mauritània tenien drets de sobirania sobre el territori del Sahara Occidental. A més, va dictaminar que seguia, per tant, seria aplicable la resolució 1514 (XV) de l'Assemblea General de les Nacions Unides, sobre la concessió de la independència als països i pobles colonials:
| « | Els elements i informacions posats en coneixement de la Cort indiquen que al moment de la colonització espanyola existien vincles jurídics de subordinació entre el Sultà del Marroc i certes tribus que vivien al territori del Sàhara Occidental. Indiquen a més l'existència de drets, inclosos certs drets sobre la terra, que constituïen vincles jurídics entre el complex mauritano, en el sentit en què ho entén la Cort, i el territori del Sàhara Occidental. En canvi, la Cort va arribar a la conclusió que els elements i informacions posats a la seva disposició no demostraven l'existència de cap vincle de sobirania territorial entre el territori del Sàhara Occidental, d'una banda, i el Regne del Marroc o el complex maurità, per l'altra. Per tant, la Cort no va comprovar que existissin vincles jurídics capaços de modificar l'aplicació de la resolució 1514 (XV) pel que fa a la descolonització del Sahara Occidental i, en particular, a l'aplicació del principi de la lliure determinació mitjançant l'expressió lliure i autèntica de la voluntat de les poblacions del territori. | » |

Tanmateix, el mateix dictamen recollia:
| « | No obstant això, proporcionen indicacions que, en el període pertinent, existien vincles jurídics de lleialtat entre el Sultà i alguns, però solament alguns, dels pobles nòmades del territori, per conducte dels caids tekna de la regió Noun, i mostren que el Sultà exercia, i altres Estats reconeixien que posseïa, certa autoritat o influència respecte d'aquestes tribus. | » |

El que va servir de pretext al Marroc per organitzar la Marxa Verda, el resultat de la qual va ser la signatura de l'Acord Tripartit de Madrid del 14 de novembre de 1975, que va entrar en vigor per la Llei 40/1975, de 19 de novembre, sobre descolonització del Sàhara per la que Espanya va dur a terme la liquidació efectiva de la seva administració en el territori del Sàhara Occidental.
El 26 de febrer de 1976, coincidint amb la sortida dels últims militars del territori, Espanya va comunicar al secretari general de l'ONU que a partir d'aquesta data donava per acabada la seva presència al territori del Sàhara i feia constar que a partir d'aquest moment es considerava exempta de tota responsabilitat de caràcter internacional en relació amb l'administració del territori posat que havia cessat la seva participació en l'administració temporal establerta per al mateix.

## Conflicte entre el Marroc i la República Àrab Sahrauí Democràtica

### Guerra del Sàhara Occidental
Un dia després d'haver posat fi a la presència espanyola en el Sàhara Occidental, el Front Polisario (Front Popular d'Alliberament de Saguia el Hamra i Río de Oro) va proclamar el 27 de febrer de 1976 la República Àrab Sahrauí Democràtica (RASD) com un govern en l'exili, doncs el territori del Sàhara Occidental es va dividir de facto entre el Marroc i Mauritània arran de la invasió militar de tots dos països i el posterior acord marroquí-maurità de Rabat que va fixar les fronteres el 14 d'abril d'aquest any. Per aquest acord, Marroc s'annexionà les dues tercers parts situades al nord de la zona en una línia que anava del nord de Dakhla cap a Zouerat, a pesar de la pressió de l'exèrcit convencional sahrauí i els seus comandos de guerrilla al llarg de tot el desert. El 5 d'agost de 1979, Mauritània renuncià en els Acords d'Alger a les seves pretensions al Sàhara Occidental, i quan va evacuar les seves tropes el seu territori va ser ocupat per les tropes marroquines. Tanmateix, Mauritània va mantenir una guarnició a Güera per evitar l'avanç marroquí sobre Cap Blanc.
El Marroc va tractar de parar els èxits militars i diplomàtics del Front Polisario. D'una banda va emprendre en 1981 la construcció d'un mur defensiu amb mines antipersona que divideix actualment el territori del Sàhara Occidental, i pel qual a través de successives ampliacions li permet controlar-ne les tres quartes parts a l'oest. La porció oriental, pràcticament deshabitada, està controlada pel Front Polisario, excepte la ciutat de Güera controlada per Mauritània. D'altra banda, el Marroc va tractar d'impedir l'entrada de la RASD a l'OUA: en la XVII cimera a Freetown (agost de 1980) ho va poder impedir, però en la XVIII cimera a Nairobi (juny de 1981), el rei Hassan II del Marroc va anunciar que acceptava el referèndum d'autodeterminació com a mitjà de solució del conflicte armat, per així impedir l'entrada de la RASD en l'organització. No va anar així, la OUA es va implicar en aquesta via i en conseqüència va admetre a les RASD en el Consell de Ministres de la OUA al febrer de 1982. el Marroc va aconseguir boicotejar la XIX cimera a Trípoli (agost de 1982) i no pogué ser reassumida fins a juny de 1983 a Addis Abeba, sempre que s'exclogués la RASD, però en la XX cimera a Addis Abeba (novembre de 1984) finalment es va dur a terme la incorporació de la RASD i el Marroc es va retirar de l'organització, ja que no podia admetre l'existència i legitimitat de la RASD.

### Pla d'Arranjament
La Guerra del Sàhara Occidental entre el Marroc i RASD prosseguia mentrestant, però l'esgotament militar va portar a ambdues parts a iniciar les negociacions i el 30 d'agost de 1988 van acceptar per separat la proposta de l'OUA i l'ONU per al cessament del foc i celebració d'un referèndum amb dues propostes, o independència o integració al Marroc. Del resultat de les negociacions va resultar el Pla d'Arranjament que es va materialitzar en les resolucions 658 (1990) i 690 (1991), per les quals establia el posar fi al conflicte amb un alto del foc —que es va establir posteriorment pel 6 de setembre de 1991—, la realització d'un referèndum d'autodeterminació per triar «entre la independència i la integració amb el Marroc» prenent com a base el cens realitzat per Espanya en 1974, i la creació de la Missió per a l'Organització d'un Referèndum en el Sàhara Occidental (MINURSO) amb la comesa d'actualitzar el cens de votants, vigilar la reducció de les tropes marroquines del territori i dur a terme la realització del referèndum per a gener de 1992.
La MINURSO va ser l'encarregada d'establir el cens de votants, i per a això va prendre com a base el cens realitzat pels espanyols en 1974, però aquest cens s'havia dut a terme amb rapidesa, amb errors donada la dificultat de registrar a la població nòmada (que suposava un 20% en aquesta època), però a més el cens espanyol detallava la cabila dels censats, i en una d'aquestes categories s'introduïa un camp (H) per les càbiles d'origen marroquí, i és aquí on el Marroc es va negar a acceptar aquesta llista i va tractar d'introduir 170.000 nous votants sobre la base que havien estat beduïns obligats a fugir del colonialisme, com el de l'Operació Écouvillon. Això es va materialitzar amb la introducció de nova població en el Sàhara Occidental amb el pretext de «facilitar» la seva identificació, a més de mantenir les seves tropes al territori i obstaculitzar la labor de la MINURSO. Els mecanismes d'establiment del cens es van dilatar al llarg de la dècada amb interrupcions i fins i tot d'acusacions de feblesa de MINURSO davant el Marroc.
Després dels acords de Houston de setembre de 1997 —formalitzats en la resolució 1133 (1997)—, el procés d'identificació es va reprendre al desembre per fer el referèndum el 31 de juliol de 2000. MINURSO va finalitzar el cens provisional al desembre de 1999 i el va publicar el 17 de gener de 2000, s'hi constava que els sahrauís amb dret a vot eren 86.412, però el Marroc va introduir 131.038 apel·lacions de manera que el referèndum es tornava a paralitzar. Davant això, el Secretari General de l'ONU, Kofi Annan va expressar el 17 de febrer de 2000 en el seu informe S/2000/131 al Consell de Seguretat, els seus dubtes al fet que se celebrés un referèndum i que si aquest arribés a produir-se i no fos acceptat per la part perdedora no existia cap poder coercitiu per aplicar-ho. Alhora va plantejar en el seu informe S/2000/683 de 12 de juliol de 2000, la possibilitat d'alternatives al procés del referèndum i buscar la solució per la via política.

### Plans Baker I i Baker II
En la conferència de Berlín de setembre de 2000 el Marroc va canviar el rumb dels esdeveniments i va oferir discutir amb el Front Polisario una solució fora del Pla d'Arranjament, en la qual garantia l'autonomia al territori del Sàhara Occidental. El juny de 2001 el Secretari General de Nacions Unides va presentar en el seu informe S/2001/613 al Consell de Seguretat l'«Acord marc sobre l'estatut del Sahara Occidental» (denominat informalment com a Pla Baker I, per James Baker, enviat personal del Secretari General de Nacions Unides). El Pla Baker I establia una solució política en la qual com a màxim durant cinc anys el Marroc i la «població del Sahara Occidental» compartirien competències al territori, per la part sahrauí, els habitants que havien estat residint al territori des de 1998, més els refugiats dels camps de Tinduf establerts en la llista de repatriació d'ACNUR de l'any 2000, elegirien una Assemblea legislativa sobre competències a la regió (educació, impostos, agricultura, mineria, pesca, indústria…) però amb lleis que respectessin la Constitució del Marroc, mentre que el Marroc s'encarregaria de les fronteres, relacions exteriors, defensa, o de seleccionar als jutges, i també s'estendria la moneda, bandera o serveis de comunicació postal i telecomunicacions sobre el Sahara Occidental. Abans del terme de cinc anys es duria a terme un referèndum en el participarien els residents al territori un any abans aquest temps. A diferència del pla d'Arranjament no es plantejava un referèndum sobre la independència del territori sinó sobre el seu estatus. Tant Algèria com el Front Polisario van rebutjar aquest Pla, mentre que el Marroc es va mostrar receptiu i disposat a estudiar-lo.
Malgrat els intents per apropar postures, l'informe del Secretari General al Consell de Seguretat S/2002/178 de 19 de febrer de 2002, reflectia l'estancament de la situació.De nou, amb el suport del Consell de Seguretat, James Baker va plantejar una reforma de l'Acord marc, que va ser presentada pel Secretari General davant el Consell de Seguretat en el seu informe S/2003/565 de 23 de maig de 2003, és el Pla de Pau per a la lliure determinació del poble del Sàhara Occidental”, denominat informalment com a Pla Baker II. Aquest pla Baker II establia una Autoritat del Sàhara Occidental, en la qual li mantenia les competències de l'Assemblea legislativa del Pla Baker I així com les del Marroc sobre el Sàhara Occidental, però establia diferències, així l'Assemblea legislativa passava a ser escollida o pel cens provisional de desembre de 1999 o per la llista de repatriats establerta per l'ACNUR a l'octubre de 2000, i les seves disposicions d'acord amb les normes de drets humans reconeguts internacionalment, i el Marroc ja no designaria els jutges per als tribunals del Sàhara Occidental i no podria portar les relacions exteriors concernents al Sàhara Occidental sense consultar-li-ho a l'Autoritat del Sàhara Occidental. Entre els quatre i cinc anys d'aplicar-se aquest Pla es duria a terme un referèndum en el qual els votants podrien ser o els ja inclosos en el cens provisional de desembre de 1999, o els que figuraven en la llista de repatriats d'ACNUR d'octubre de 2000 o els que portessin residint fefaentment des de desembre de 1999 i corroborats per Nacions Unides; les opcions a triar serien la independència, la integració plena al Marroc, i la possibilitat d'afegir altres opcions convingudes entre el Marroc i l'Autoritat del Sàhara Occidental. Aquest pla va ser acceptat pel Front Polisario al juliol de 2003 però va ser rebutjat pel Marroc a l'abril de 2004.

### Tercera via

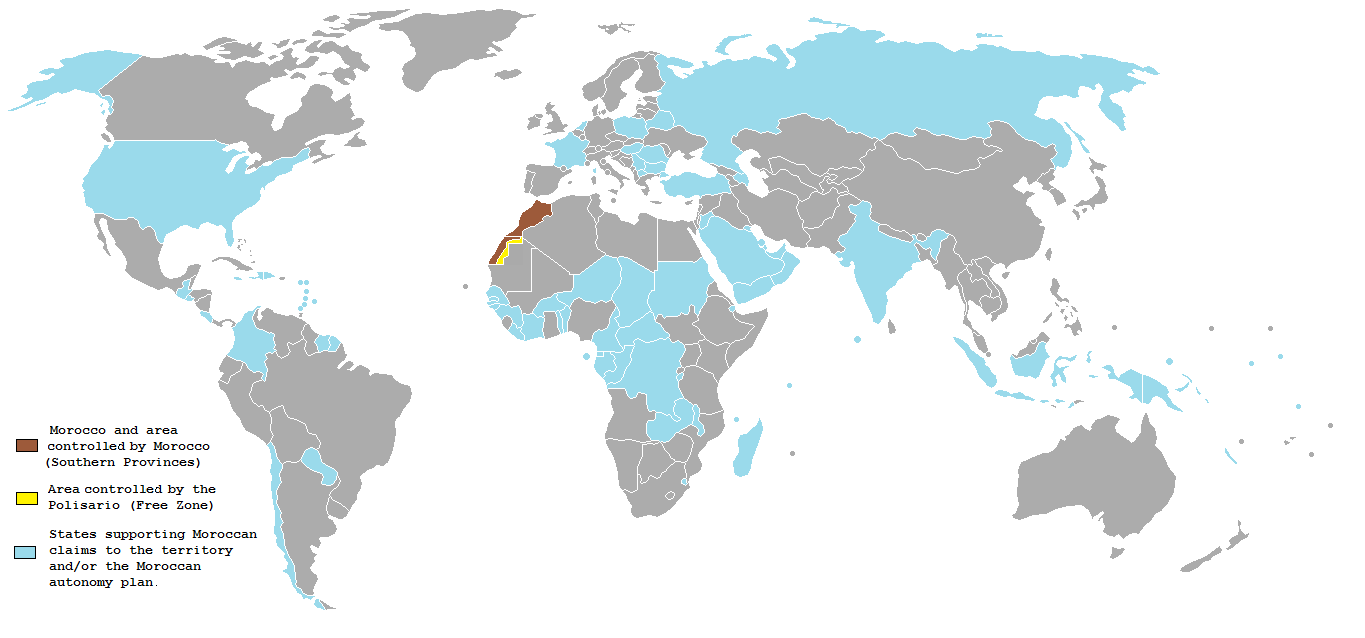
Estats que han expressat el seu suport a les reclamacions marroquines o al pla d'autonomia marroquí.

Davant el fracàs del Pla Baker II, James Baker va renunciar i la situació en el Sahara Occidental va romandre estancada fins que l'11 d'abril de 2007, el Marroc va presentar la seva «tercera via»,una proposta d'autonomia per al territori en la qual permetria una autonomia local per a l'àmbit administratiu, econòmic, fiscal, cultural, infraestructures i mediambiental, alhora que mantindria la sobirania marroquina, que juntament amb la bandera i moneda abastaria l'explotació de recursos naturals, relacions exteriors, defensa, poder judicial, o qüestions religioses i constitucionals, i una vegada acordat es votaria; mentre, el Polisario va presentar la seva proposta i va indicar que el Sàhara Occidental és un procés de descolonització que solament pot resoldre's exercint el dret a l'autodeterminació a través d'un referèndum popular amb opció a la independència, per això es mantenien d'acord amb el pla Baker II, establint unes garanties per als interessos marroquins a través d'una relació econòmica i comercial amb el Marroc en el cas d'aconseguir la independència.
Peter van Walsum, el nou enviat personal del Secretari General, va renunciar a redactar un nou pla de pau, perquè el Marroc rebutjaria qualsevol projecte que inclogués la independència, punt que seria inacceptable per a l'ONU, per la qual cosa va deixar l'afer a la via política. La resolució 1754 (2007) del Consell de Seguretat va cridar a les parts a iniciar negociacions sense precondicions per buscar una solució política. Les Negociacions de Manhasset es van fer en quatre sessions entre juny de 2007 i març de 2008, però no va haver-hi avanços en vista de les irreconciliables postures sobre l'acceptació/denegació de l'autodeterminació com a via de finalitzar el conflicte, ja que les actuacions en aquestes negociacions les parts en conflicte es van limitar a reafirmar les seves posicions i expressar a van Walsum les seves propostes, però sense debatre-les i sense contactar entre ells.
Davant les conclusions de Peter van Walsum davant el Consell de Seguretat el 21 d'abril de 2008 que la independència del Sàhara Occidental no era una opció realista i que el Polisario havia de renunciar-hi a pesar que tenia la legalitat internacional. El Front Polisario va demanar al Secretari General la seva substitució o si no abandonaria les converses amb Marroc.
Walsum va ser destituït a l'agost de 2008 i Christopher Ross, el nou enviat personal del Secretari General, va ser preparant reunions amb les dues parts d'una manera informal (amb Algèria i Mauritània assistint com a observadors) en nou rondes des d'agost de 2009 fins a març de 2012 però solament es van centrar en qüestions secundàries i no a solucionar el conflicte. Des de llavors Christopher Ross ha reorientat la seva actuació a incloure a membres de la societat civil, líders polítics o dissidents, a millorar les relacions entre el Marroc i Algèria i a dur a terme una diplomàcia itinerant i indirecta als països de la zona.

## Posicions de les parts

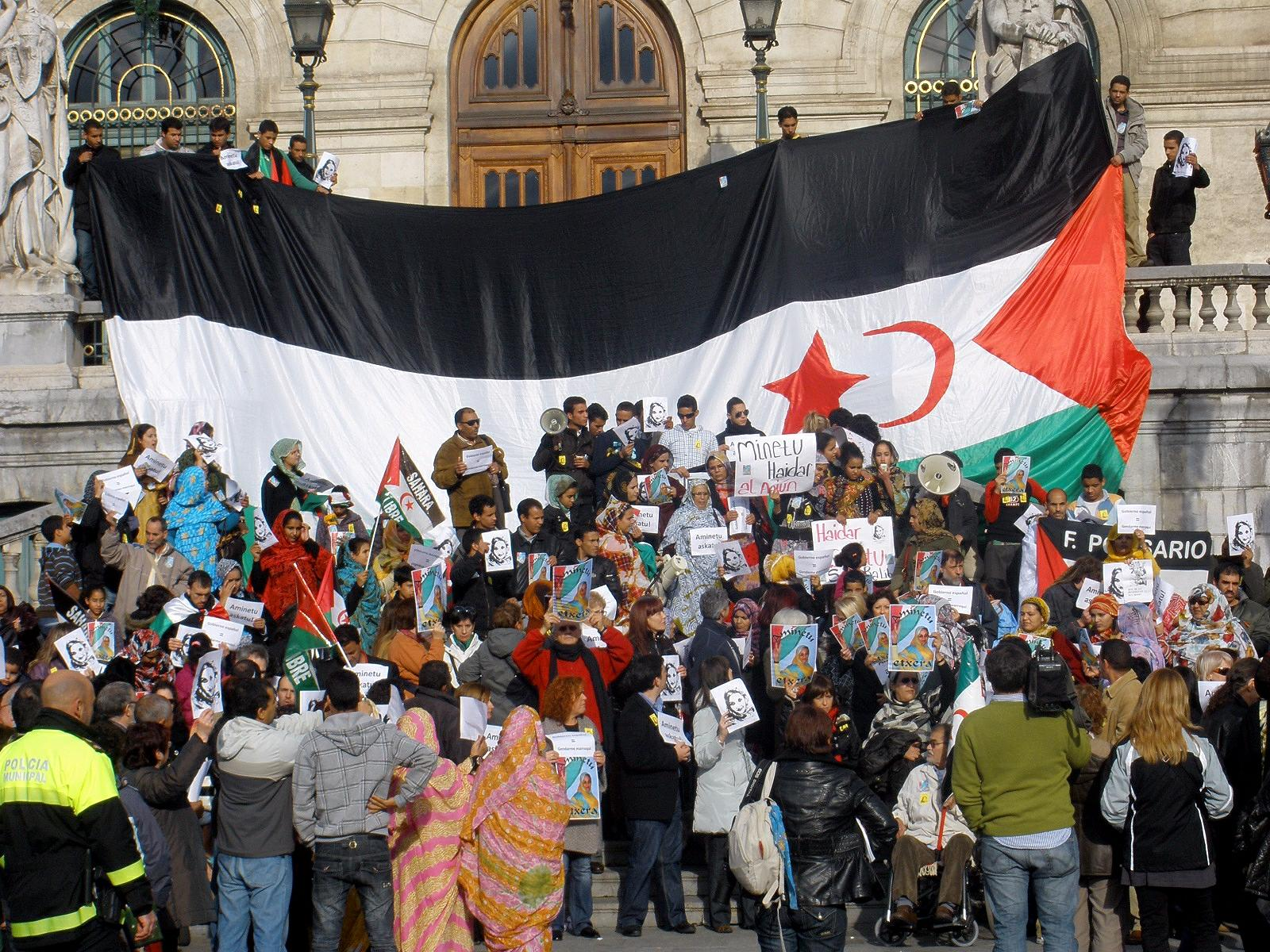
Manifestació a Bilbao per la independència del Sàhara Occidental.

### Posició de l'ONU
Per l'ONU el Sàhara Occidental és un territori no autònom des de 1965 per la resolució 2072 (XX) de l'Assemblea General, i Espanya segueix sent potencia administradora del territori. Així ho estableix un informe jurídic (document S/2002/161) dirigit al President del Consell de Seguretat de Nacions Unides i datat el 29 de gener de 2002, en el seu sisè paràgraf:
| « | El 14 de novembre de 1975 Espanya, el Marroc i Mauritània van emetre a Madrid una declaració de principis sobre el Sàhara Occidental (l'“Acord de Madrid”), conformement al com les facultats i responsabilitats d'Espanya, com a Potencia administradora del Territori, es van transferir a una administració temporal tripartida. L'Acord de Madrid no va transferir la sobirania sobre el Territori ni va conferir a cap dels signataris la condició de Potència administradora, condició que Espanya, per si sola, no podia haver transferit unilateralment. La transferència de l'autoritat administrativa sobre el territori al Marroc i Mauritània en 1975 no va afectar la condició internacional del Sàhara Occidental com a Territori no autònom. | » |

Cap país reconeix formalment l'annexió marroquina, com admet l'Informe del Secretari General de l'ONU sobre la situació relativa al Sahara Occidental (19 d'abril de 2006):
| « | […] ja que això implicaria el reconeixement de la sobirania del Marroc sobre el Sahara Occidental, cosa que estava fos de qualsevol consideració, atès que cap Estat membre de les Nacions Unides havia reconegut aquesta sobirania. | » |

D'acord amb això, l'Audiència Nacional d'Espanya es va declarar competent per investigar l'actuació de les forces de seguretat del Regne del Marroc contra els habitants de l'assentament Gdeim Izik, instal·lat en les fora d'Al-Aaiun per les Protestes al Sahara Occidental de 2010–2011, sobre la base que Espanya és la potencia administradora del Sahara Occidental de iure encara que no de facto i, per tant, ha de donar «donar protecció, fins i tot jurisdiccional, als seus ciutadans contra qualsevol abús».

### Posició del Marroc
La posició oficial del Marroc en aquest sentit és que la totalitat del Sàhara Occidental és una part integral del Marroc. El govern marroquí es refereix al Sàhara Occidental com "Sahara Marroquí", "províncies saharianes", "províncies del sud" o simplement "Sàhara". El reclam del Marroc sobre el territori es basa en el fet que el Sàhara Occidental forma part del Gran Marroc. La monarquia Marroquina reclama que històricament els llaços econòmics, religiosos i militars entre el Marroc i els consells tribals sahrauís demostren que el Marroc sempre ha exercit l'autoritat sobre el Sàhara Occidental.
Marroc també cita els esforços conjunts militars entre els sahrauís i l'Exèrcit Marroquí d'Alliberament del Sud contra els espanyols en la dècada de 1950. A més, existeixen nombrosos vincles culturals i històrics entre els pobles del sud del Marroc i el poble del Sahara Occidental. Aquests han estat emfatitzats pels Marroquins per enfortir els seus reclams territorials.
Tenint en compte que en l'actualitat hi ha centenars de milers de Marroquins vivint al Sàhara Occidental i que el govern Marroquí ha ofert l'autonomia a la regió, el Marroc s'oposa fermament a una possible independència per als sahrauís. La posició del Marroc és que qualsevol esment de la independència és inacceptable, ja que això subverteix la integritat territorial de l'Estat Marroquí. Marroc considera que el conflicte emana més aviat de la rivalitat històrica entre Algèria i el Marroc i el generós suport que Algèria li ha proporcionat al Front Polisario, que de qualsevol legítim desig sahrauí per la llibertat o la independència.
En 2007, el Marroc va presentar la seva proposta de solució al conflicte del Sàhara Occidental davant les Nacions Unides, demanant un referèndum que permetria als residents del Sàhara Occidental votar pel convertir-se en una regió autònoma del Regne. El govern marroquí insisteix que l'autonomia és la solució més realista, basant-se en el control que ja exerceix sobre gran part de la regió i les seves demandes històriques sobre Sàhara Occidental.
Per al Marroc el Sahara Occidental s'ha convertit en un factor integrador en la política interior marroquina, servint a més d'excusa per mantenir certes mesures repressives. A més, Marroc també es mou per raons econòmiques (fosfats, pesca i probablement petroli) Encara que cap país reconeix oficialment la sobirania marroquina sobre el Sahara Occidental, el Marroc compta amb el suport de França i alguns països àrabs, així com d'elements al govern dels Estats Units.

### Posició del Front Polisario
El Front Polisario (recolzat principalment per Algèria) ha basat els seus objectius reals en la consecució del dret a l'autodeterminació del poble sahrauí com a via per a la consecució de la independència, basant les seves reivindicacions en el dret internacional derivat de la Carta de les Nacions Unides, les resolucions de la seva Assemblea General i les decisions del Tribunal Internacional de l'Haia. Tanmateix, el Marroc considera que el Front Polisario és un «titella» d'Algèria, país amb el qual ha mantingut una rivalitat durant anys.

## Posicions dels altres estats

Posicions sobre l'estatut del Sàhara Occidental:
Sàhara Occidental
Donen suport a les reclamacions territorials del Marroc (inclòs el suport a l'autonomia sota sobirania marroquina); Relacions i reconeixement amb la RASD acabats o retirats (si no s'ha expressat una altra opinió)
Reconeixen la RASD o hi mantenen relacions diplomàtiques
Reconeixen l'autodeterminació del poble sahrauí, però no reconeixen la RASD ni en mantenen relacions diplomàtiques (si no s'ha expressat una altra opinió)
no ha expressat cap posició o ha expressat opinions conflictives

Les següents llistes contenen els següents estats i entitats:
- 87 estats, les Nacions Unides, el Moviment de Països No Alineats, la Unió Africana i la Unió Europea (UE) donen suport «al dret a la lliure determinació dels sahrauís»: [cal citació]
  - D'aquests, 40 estats no reconeixen la RASD;
  - D'aquests, 37 estats reconeixen la RASD;

Encara que cap estat ha reconegut formalment la sobirania del Marroc sobre el Sàhara Occidental, alguns estats donen suport al "dret d'autodeterminació", incloent l'opció d'autonomia sota sobirania del Marroc. Alguns estats han canviat la seva opinió amb freqüència o han donat anuncis separats de suport al Marroc i al Front Polisario/RASD (Paraguai, Bèlgica, Benín, Botswana, Burundi, Xile, República Dominicana, Guatemala, Guinea Bissau, Malawi, Perú, Rússia, Sierra Leone, Swazilàndia).
Alguns dels estats que anuncien el suport del "dret d'autodeterminació" actualment reconeixen la República Àrab Sahrauí Democràtica. No tots els estats que han acabat les relacions diplomàtiques o han retirat el reconeixement de la RASD han anunciat el seu suport a les reivindicacions del Marroc.